# تک‌فرزند
تک فرزند شخصی‌ست که برادر یا خواهری ندارد .امروزه به دلیل تغییر سبک زندگی، تک فرزندی در میان زوجین و خانواده‌ها رواج یافته است، اکثر زوجین یا تمایلی به فرزندآوری ندارند و یا تنها به یک فرزند بسنده می‌کنند، این اتفاق در ظاهر منافع اقتصادی برای والدین دارد

## دلایل
دلایل تمایل به داشتن یک فرزند:
- هزینه‌ها و امکانات[۲]
- داشتن تجربهٔ بد از خواهر و برادر
- شبکهٔ اجتماعی محدود و عدم دسترسی به نگهداری از کودک
- شغل، مرکزیت نداشتن فرزند در زندگی

## تاثیرات
- پیر شدن جمعیت
- کمبود مهارت‌های اجتماعی[۲]
- ایجاد بحران‌ در تأمین نیروی کار
- افسردگی اجتماعی[۲]